# Rika Bruins
Henderika (Rika) Griep-Bruins (Groningen, 12 juni 1934 – aldaar, februari 2025) was een Nederlands zwemster, gespecialiseerd in de schoolslag. Bruins nam deel aan de Olympische Zomerspelen 1952, maar werd daar in de halve finale uitgeschakeld.

## Biografie
Bruins, die in de buurt van het Groningse Noorderbad opgroeide, begon op zevenjarige leeftijd met zwemmen. Ze bleek talent te hebben en ging al gauw in groepsverband trainen. Na de Tweede Wereldoorlog werd ze lid van zwemvereniging GZ & PC. Eind 1950 viel ze bij een wedstrijd in het Noorderbad met een scherpe tijd voor de eerste maal echt op bij de nationale zwemelite. Bruins won de 200 meter schoolslag op de NK 1951, waarna ze direct opgenomen werd in de Nederlandse zwemploeg.
In totaal werd ze drie keer nationaal kampioene. Het was echter haar reisangst, die zich voor het eerst openbaarde op haar twaalfde, waardoor ze in eigen land vaak beter presteerde dan in het buitenland. Zo werd ze op de 200 meter schoolslag op de Olympische Zomerspelen 1952 in Helsinki vroegtijdig uitgeschakeld en eindigde ze op diezelfde afstand op de EK 1954 in Turijn teleurstellend als zesde. In teamverband deed Bruins het beter, toen ze in 1954 (met Joke de Korte, Mary Kok en Geertje Wielema) en 1955 (met Jopie van Alphen, Atie Voorbij en Hetty Balkenende) onderdeel van een viertal was dat het wereldrecord op de 4x100 meter wisselslag verbrak. In 1956 stopte Bruins, die als naaister werkte in een mode-atelier, met haar wedstrijdcarrière.
Bruins overleed in februari 2025 op 90-jarige leeftijd.